# Oenothalia vagula
Oenothalia vagula là một loài bướm đêm trong họ Geometridae.